# LIN28A
LIN28A (англ. Lin-28 homolog A) – білок, який кодується однойменним геном, розташованим у людей на короткому плечі 1-ї хромосоми.  Довжина поліпептидного ланцюга білка становить 209 амінокислот, а молекулярна маса — 22 743.
| 10         |  | 20         |  | 30         |  | 40         |  | 50         |
| ---------- |  | ---------- |  | ---------- |  | ---------- |  | ---------- |
| MGSVSNQQFA |  | GGCAKAAEEA |  | PEEAPEDAAR |  | AADEPQLLHG |  | AGICKWFNVR |
| MGFGFLSMTA |  | RAGVALDPPV |  | DVFVHQSKLH |  | MEGFRSLKEG |  | EAVEFTFKKS |
| AKGLESIRVT |  | GPGGVFCIGS |  | ERRPKGKSMQ |  | KRRSKGDRCY |  | NCGGLDHHAK |
| ECKLPPQPKK |  | CHFCQSISHM |  | VASCPLKAQQ |  | GPSAQGKPTY |  | FREEEEEIHS |
| PTLLPEAQN  |  |            |  |            |  |            |  |            |

A: Аланін

C: Цистеїн

D: Аспарагінова кислота

E: Глутамінова кислота

F: Фенілаланін

G: Гліцин

H: Гістидин

I: Ізолейцин

K: Лізин

L: Лейцин

M: Метіонін

N: Аспарагін

P: Пролін

Q: Глутамін

R: Аргінін

S: Серин

T: Треонін

V: Валін

W: Триптофан

Кодований геном білок за функцією належить до фосфопротеїнів. 
Задіяний у таких біологічних процесах як РНК-залежне заглушення генів, ацетиляція. 
Білок має сайт для зв'язування з іонами металів, іоном цинку, РНК. 
Локалізований у цитоплазмі, ядрі, ендоплазматичному ретикулумі.